# Višnje (Ivančna Gorica)

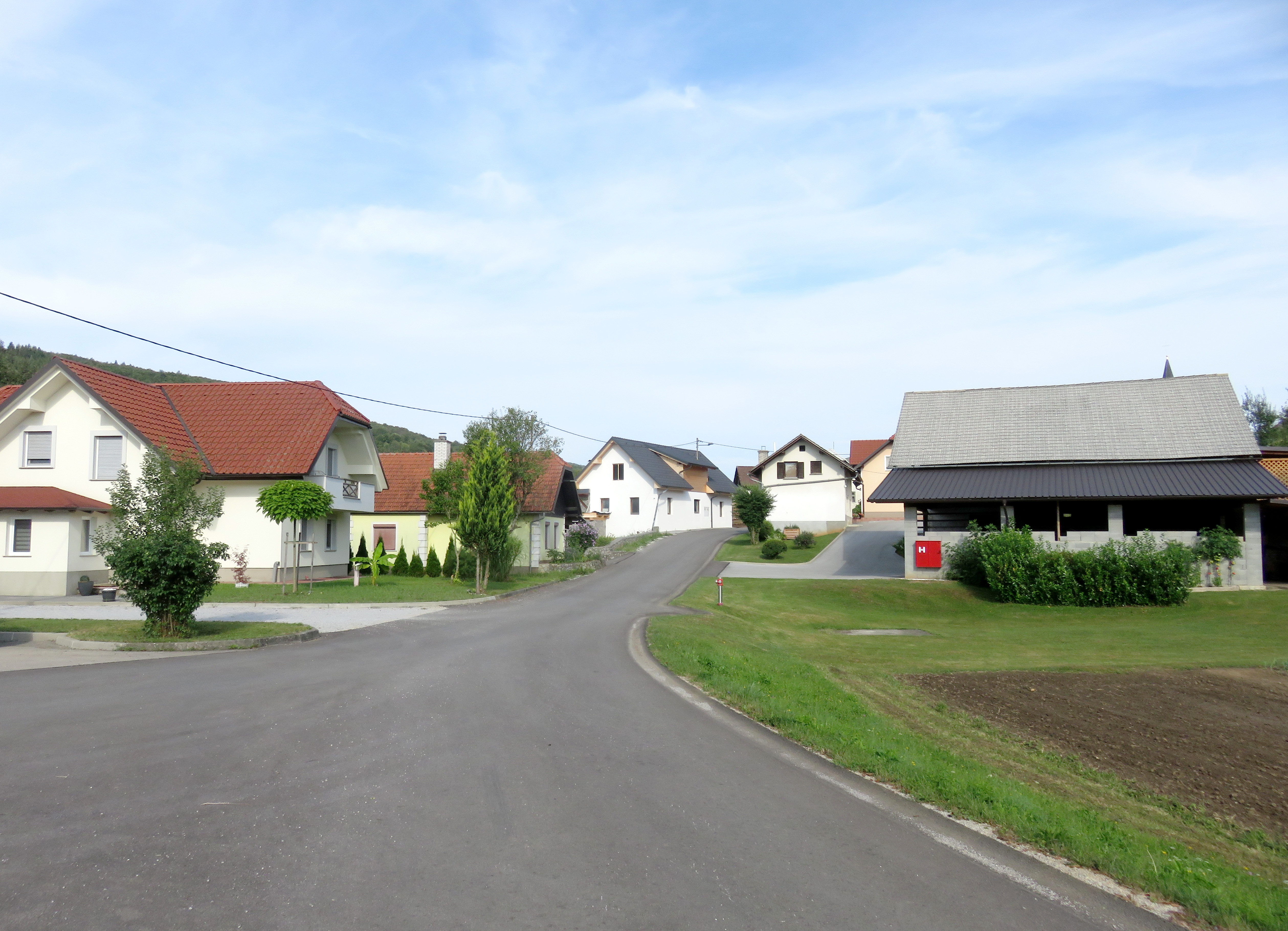
Zicht op het dorp

Višnje is een plaats in Slovenië en maakt deel uit van de gemeente Ivančna Gorica in de NUTS-3-regio Osrednjeslovenska. De plaats telde 84 inwoners op 1 januari 2020.